# Evangelický hřbitov v Černilově
Evangelický hřbitov v Černilově se nachází na jihovýchodě obce Černilov u silnice č. 308. Je ve vlastnictví Farního sboru Českobratrské církve evangelické v Černilově; provozuje jej obec.
Hřbitov by postaven jako společný pro luterány a kalvinisty v roce 1858; posvěcen byl 16. října 1864.
Na hřbitově je mj. pohřben superintendent Karel Eduard z Lány. Je tam také pískovcový náhrobek tří sovětských vojáků, jenž je chráněn jako kulturní památka.

## Galerie

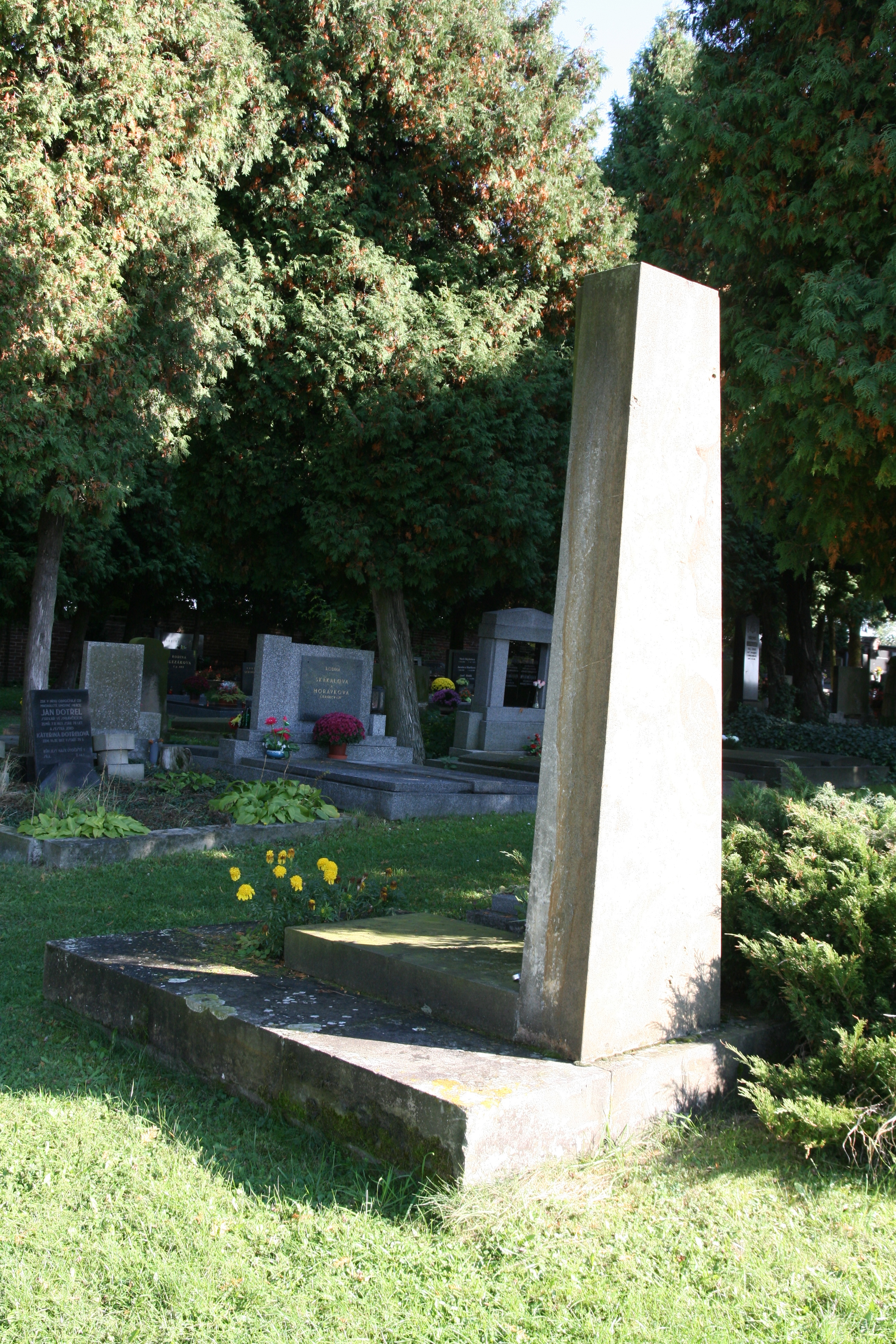
Hrob tří sovětských vojáků
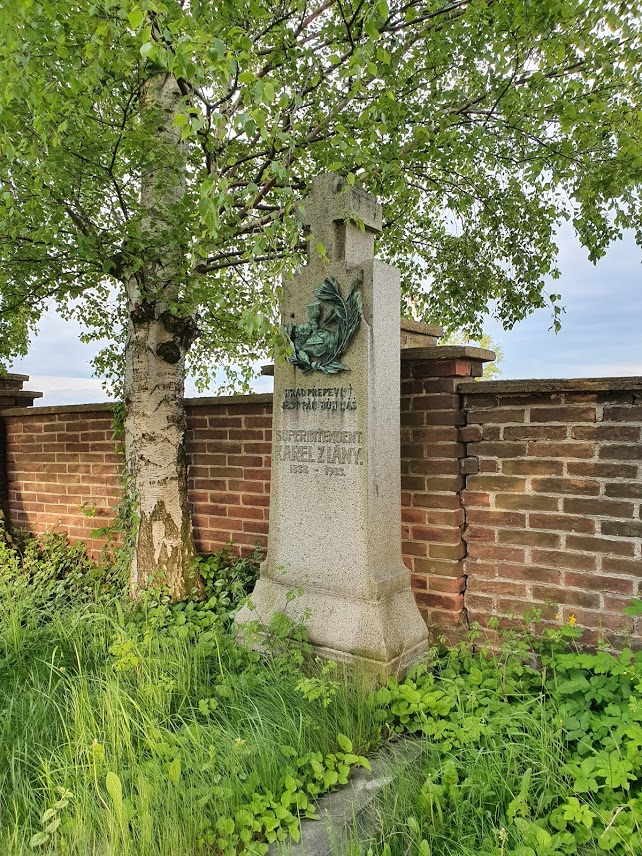
Náhrobek superintendenta Eduarda Lányho
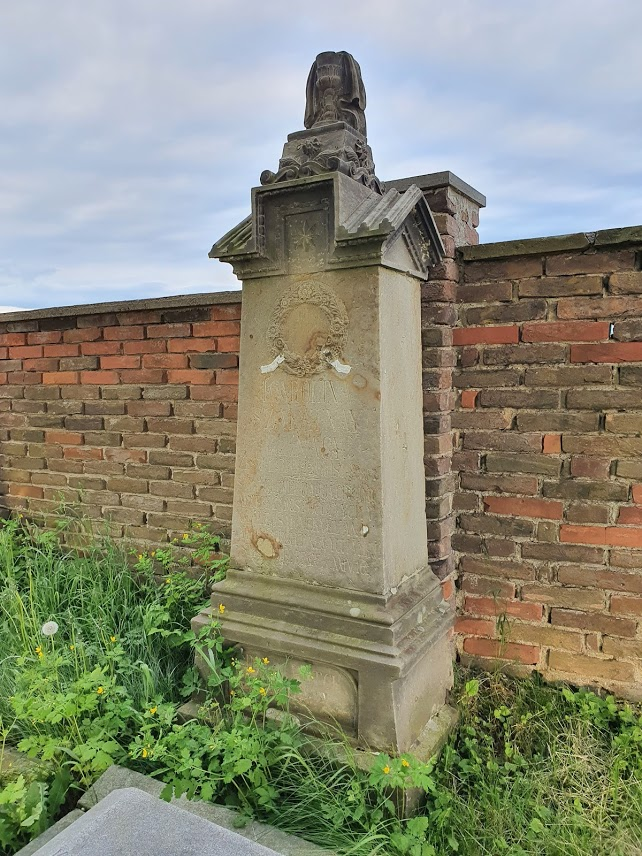
Náhrobek Karolíny Szalatnayové
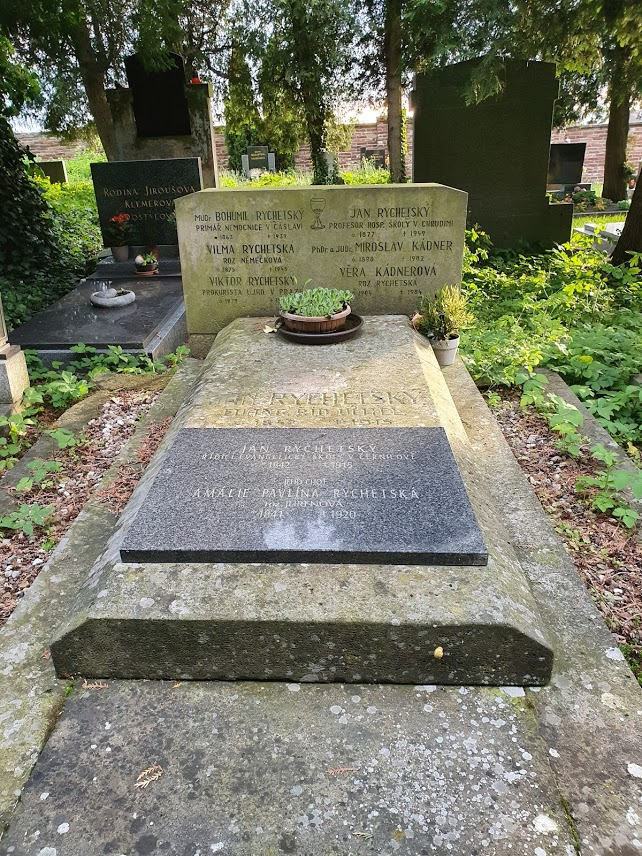
Náhrobek rodiny Rychetských